# Landgoed Tongeren
Landgoed Tongeren is een groot landgoed (500 ha), gelegen bij het Gelderse Tongeren, bestaande uit  verschillende soorten landschaps- en natuurgebieden. 

## Geschiedenis
Mr. Jan Hendrik Rauwenhoff (1730-1815) trouwde in 1762 met Cornelia Maria de Meester (1733-1795). Na het overlijden van haar vader in 1769 erfde zij het herengoed Tongeren dat sindsdien eigendom is gebleven van hun nakomelingen. Later werd het goed ondergebracht in een N.V., later: B.V. Landgoed Tongeren en de familieleden zijn aandeelhouders; van de laatsten waren er velen directeur en/of commissaris, tot heden (2020) aan toe. Anno 2020 is directeur drs. J.B.C. (Charlotte) van Beuningen-Rauwenhoff, getrouwd met ing. H.A. (Hein) Van Beuningen, directeur van BV Landgoed Anderstein (tot 2018) en sinds 2018 van BV Landgoed Het Paradijs en telg uit het geslacht Van Beuningen.
Het was ooit een gebied dat voornamelijk uit woeste grond bestond, met af en toe een boerderij. Deze boeren gebruikten schapenmest om een vruchtbare laag grond op hun land te creëren. Doordat het gebied rondom de boerderijen woeste grond was, hadden de boeren last van zand, dat door de wind over hun land werd geblazen, waardoor de vruchtbaarheid van de grond afnam. Om dit tegen te gaan werd er een strook bomen aangeplant. Deze strook was het begin van wat uiteindelijk het landgoed zou worden. De ontwikkeling van het noordelijk gebied is halverwege de negentiende eeuw begonnen met de aanleg van het park rond de leemkuil. In het noordelijk deel van het landgoed, gelegen boven de N309, komen diverse landschappen voor. Om het gebied in te komen moet men langs een wildhek. Dit zorgt er voor dat de everzwijnen in het bos blijven en niet naar de akkers ten zuiden van de N309 kunnen komen.

## Flora en Fauna

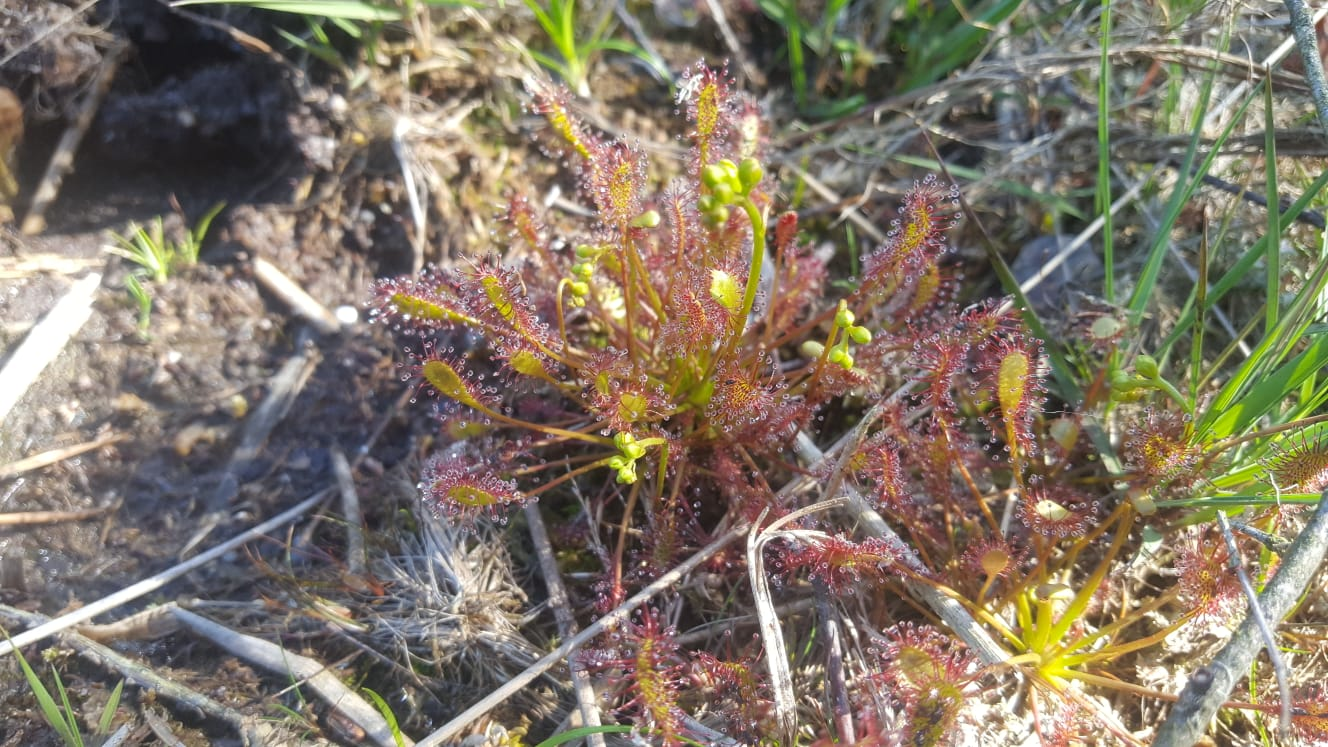
De kleine zonnedauw (Drosera intermedia) gevonden bij landgoed Tongeren

In het bos leven everzwijnen, reeën en edelherten, alsmede verschillende vogelsoorten, waaronder de buizerd. Ook komen in de leemkuil kamsalamanders voor. Bij de zandkuil groeit de kleine zonnedauw. Verder komen er ook vele verschillende soorten mossen en meer dan 300 verschillende soorten zwammen in het gebied voor. In het gebied groeit ook de Amerikaanse vogelkers, maar deze plant wordt bestreden omdat ze zich snel verspreidt als ze de kans krijgt.

## Bijzonderheden van het landgoed

### Leemkuil

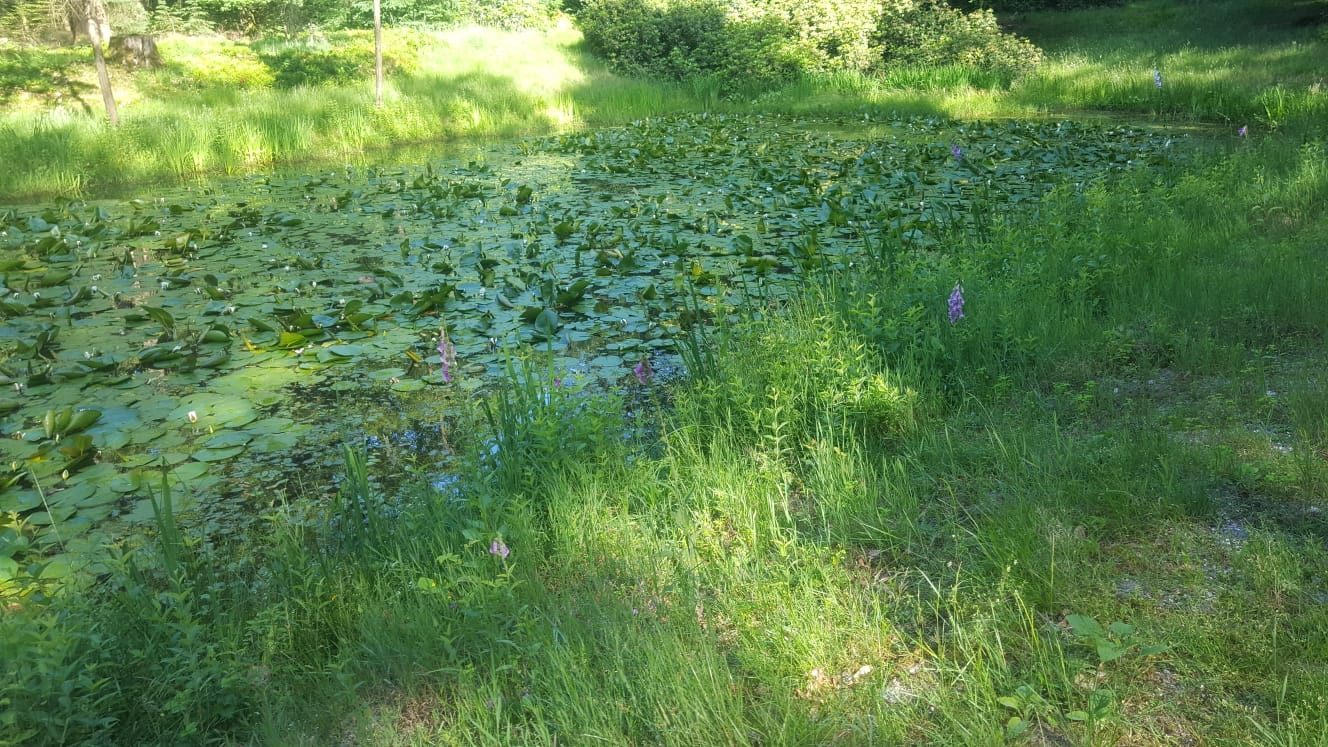
De leemkuil in landgoed Tongeren

De leemkuil is ontstaan in de middeleeuwen, doordat mensen de leem afgroeven voor gebruik in vloeren en bakovens omdat leem waterdicht en hittebestendig is. In dit gebied is niet al het leem afgegraven. Hierdoor is de bodem van de leemkuil nog steeds ondoordringbaar voor water. Deze kuil is nu door regenwater een plas geworden. Van de plas en het omringende gebied is rond 1850 een park gemaakt. Dit is terug te zien aan de sierbomen en de rododendrons die rond de plas staan, maar ook aan de waterlelies die op de plas drijven. Ook zijn enkele parkachtige bomen rond de Leemkuil geplant zoals de linde, rode beuk en moeraseik. Om te zorgen dat het gebied niet wordt terug gewonnen door het omringende bos wordt er elk jaar een paar keer gemaaid.

### Beukenbos
Het beukenbos net ten noorden van de N309, is zeer schaduwrijk door het dichte bladerdek van de bomen, deze schaduw biedt ook plaats aan verschillende soorten paddenstoelen. Ondergroei vindt hier nauwelijks plaats, daarom wordt er eens in de ongeveer 20 jaar een aantal beuken gekapt om te zorgen voor verjonging.

### Dennenbos
Het dennenbos bestaat voornamelijk voor de houtproductie. Hier wordt met regelmaat (om de 5 – 10 jaar) bomen tussen uit gehaald (gedund) zodat de rest van de dennen de ruimte krijgen om te groeien. Soms wordt een vak helemaal gekapt met uitzondering van een paar bomen. De bomen die blijven staan zijn de zaadbomen, zodat het perceel zich weer op een natuurlijke manier kan hernieuwen.   

### Grafheuvels

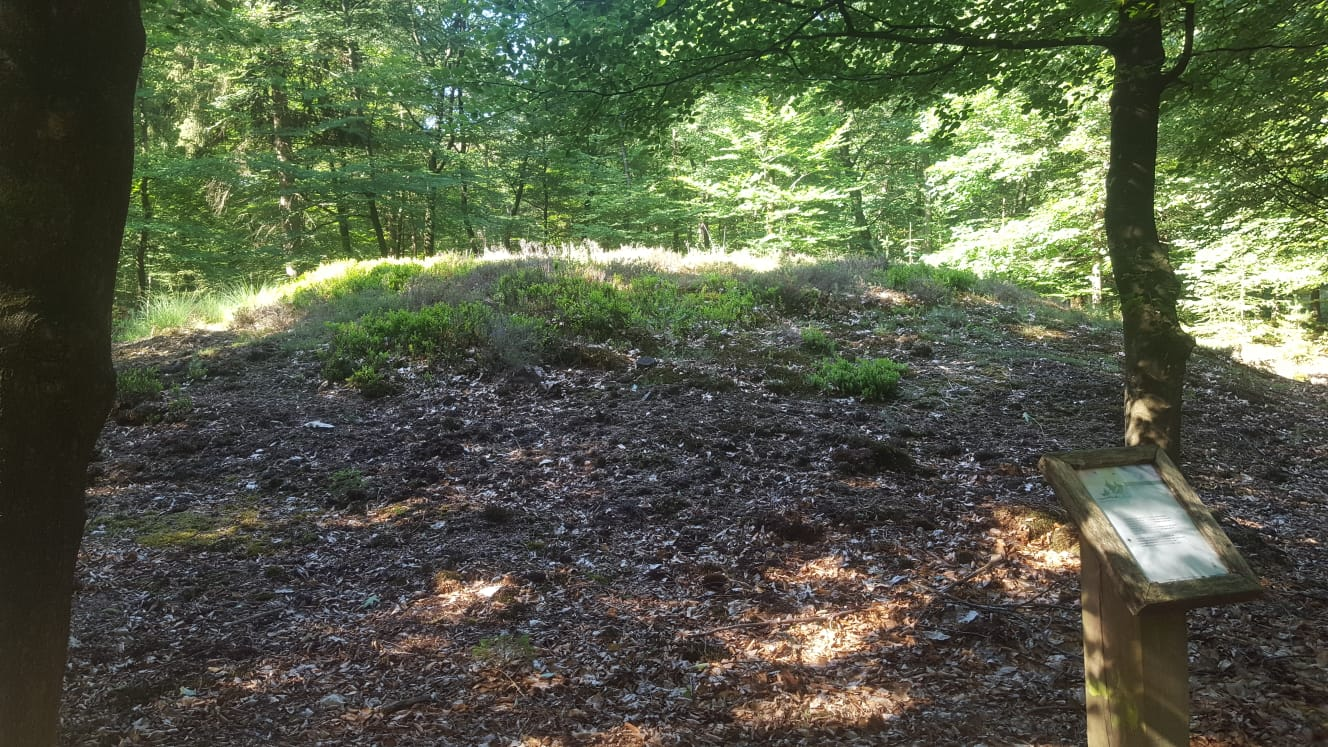
Een van de drie grafheuvels bij landgoed Tongeren

In het bos achter de leemkuil liggen drie grafheuvels. Deze stammen uit de bronstijd. De grafheuvels zijn opengemaakt in 1980 en de aangetroffen vondsten liggen nu in het Natuurhistorische museum in Leiden. Doordat de grafheuvels in een bos staan moet er vaak worden gemaaid om te zorgen dat de grasheuvels zichtbaar blijven en met bomen begroeid raken. 

### Zandafgraving

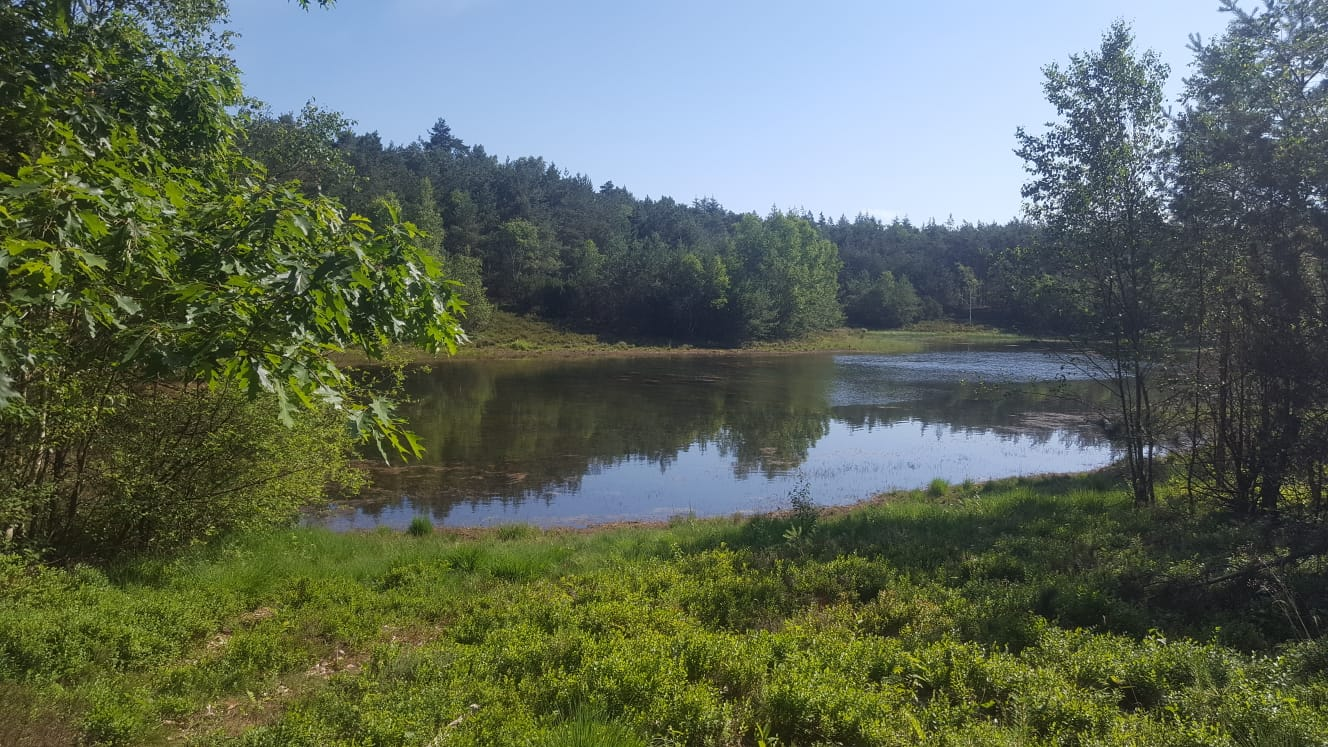
De afgegraven zandkuil bij landgoed Tongeren

Toen in 1950 de A50 tussen Apeldoorn en Zwolle werd aangelegd, is een deel van het gebruikte zand gewonnen uit Landgoed Tongeren. De ontstane zandkuil is later door de beheerders opengehouden. De kuil is in de jaren daarna volgelopen met regenwater. Direct om de zandkuil heen staan dennen. Om vrij zicht over het meer te geven aan wandelaars zijn er door de beheerders stroken vrijgemaakt. In deze stroken is vooral heide en bosbessen te vinden. Dichter bij de oever groeit de kleine zonnedauw.

### Begraafplaats
Het landgoed kent een eigen familiebegraafplaats. Anno 2020 lagen er 84 personen begraven in 72 graven, de meesten leden van de familie Rauwenhoff en hun aangetrouwden.

## Eigenaren en bestuurders Landgoed Tongeren (selectie)

### Eigenaren
- Cornelia Maria Rauwenhoff-de Meester (1733-1795)
- Dr. Nicolaas Willem Rauwenhoff (1768-1818), zoon van de vorige
- Jan Hendrk Rauwenhoff (1799-1833), zoon van de vorige

### Directeuren
- Jan Hendrik Charles Rauwenhoff (1866-1950): 1907-1949
- Cornelis Johannes baron Sandberg (1901-1976): 1949-1957, schoonzoon van de vorige
- Johanna Jacoba Edzardina Cornelia Rauwenhoff (1902-1988): 1957-1968, schoonzus van de vorige en dochter van de eerste directeur
- Drs. J.B.C. van Beuningen-Rauwenhoff: 2005-

### Commissarissen
- Anna Rauwenhoff (1862-1939): 1909-1939
- Lodewijk Willem Ernst Rauwenhoff (1889-1974): 1958
- Ferdinand Cornelis Daniel Mari Rauwenhoff (1896-1979): 1961-1971
- Ir. Frans Christiaan Rauwenhoff (1898-1982): 1958-1970
- Johanna Jacoba Edzardina Cornelia Rauwenhoff (1902-1988): 1968-1970
- Willem Rauwenhoff (1922-1988): 1966-1976
- Willem Rauwenhoff (1924-2001): 1978-1986
- Wilhelmina Maria Rauwenhoff (1928-2002): 1970-1978
- Mr. ir. Ferdinand Cornelis Rauwenhoff (1930-2021): 1976-1984
- Frederik Jan Rauwenhoff (1930-2008): 1984-1992
- L.E.W. Rauwenhoff: 2006-2014
- Ir. N.W.P. Rauwenhoff: 1999-2007
- Drs. J.B.C. Rauwenhoff: 1991-1999
- M.A. Rauwenhoff: 1994-2002
- Ing. W.P.J. Rauwenhoff: 2014-